# 7679 Asiago
7679 Asiago (1996 CA9) là một tiểu hành tinh vành đai chính được phát hiện ngày February 15th, 1996 bởi Munari, U., Tombelli, M. ở Cima Ekar.